# Yves Henry (agronome)
Pour les articles homonymes, voir Yves Henry et Henry.
Yves-Marie (ou Marius) Henry, né le 2 octobre 1875 à Argentat (Corrèze) et mort le 1er juillet 1966 à Héricy, est un agronome français, connu pour ses études sur l'agriculture dans l'ancien empire colonial français, en Afrique-Occidentale française, puis en Asie.

## Origines et début de carrière
Ingénieur agronome, il entre en 1896 à l'Institut national agronomique, dont il sort deux ans plus tard. En 1901, il  est chargé par Noël Ballay, gouverneur général de l'Afrique-Occidentale française d'organiser un service d'agriculture fédérale.

## Inspecteur général de l'agriculture aux colonies
En 1906, il est nommé inspecteur général de l'agriculture. Il devient un grand spécialiste de la culture cotonnière en Afrique occidentale.
De janvier à juin 1919, après la Première Guerre mondiale, le gouvernement français s'intéresse à nouveau à ses colonies. Une équipe, la mission Cosnier, à laquelle Yves Henry participe en tant qu'expert agronome, est chargée d'étudier la situation de l'économie coloniale en Afrique occidentale française. Cette mission rend une synthèse sévère et met en avant quelques pistes pour stimuler la production et redynamiser économiquement ces territoires. Yves Henry propose en particulier de développer davantage la culture irriguée. Il suggère également que l'administration s'appuie sur des partenaires privés.
À partir de 1926, il intervient en Asie et multiplie les études des cultures sur ce continent: Indochine, Philippines, Sumatra , etc.. Il y accueille un jeune agronome de vingt-cinq ans, René Dumont, dont il préfacera ultérieurement un des ouvrages. Il l'incite à s'intéresser aux cultures paysannes indigènes, au-delà des plantations privilégiées par l'administration coloniale.
En 1935, l'inspection générale est supprimée.

## Œuvres
- La culture du cotonnier, Paris : Librairie africaine & coloniale, J. André, 1901.
- Notions pratiques de cultures coloniales, Paris : J. André, 1901.
- Détermination de la valeur commerciale des fibres de coton, Paris : Augustin Challamel Éditeur, 1902.
- Le coton aux États-Unis, Paris : A. Challamel, 1903.
- Le coton dans l'Afrique occidentale française, Paris : Augustin Challamel, 1904, réédition en 1906.
- Bananes et ananas : production et commerce en Guinée française, avec la collaboration de Paul Ammann, et de M. P. Teissonnier, Paris : Augustin Challamel, 1905.
- Le Caoutchouc en Afrique occidentale française, Melun : impr. administrative, 1905.
- La question cotonnière en Afrique Occidentale Française en 1905, Melun : Imprimerie Administrative, 1906.
- Campagne cotonnière de 1906, Paris : Challamel, 1907.
- Le caoutchouc dans l'Afrique Occidentale française, Gouvernement général de l'Afrique Occidentale française. Inspection de l'agriculture / Paris : Augustin Challamel, 1907.
- La culture du cotonnier, Paris : Librairie maritime & coloniale, J. André, 1913.
- Maïs, igname et patate, Paris : A. Challamel, 1913.
- Matières premières africaines, le cacao, production, culture, préparation, Paris : A. Challamel, 1913.
- Acacias à tanin du Sénégal, avec la collaboration de Paul Ammann, Paris : Challamel, 1913.
- Contribution à l'étude de l'arachide en Afrique occidentale française, Paris : Emile Laros ed., 1914.
- Irrigations et cultures irriguées en Afrique tropicale, avec la collaboration de J. Lemmet, préface de Eugène Tisserand, Paris : E. Larose, 1918.
- Matières premières africaines, avec la collaboration de Paul Ammann, Antony Houard, Justin Lemmet, préface de Ernest Roume, Paris : E. Larose, 1918.
- Éléments d'agriculture coloniale, Paris : Armand Colin, 1921, réédition en 1924.
- Le Programme agricole, Gouvernement général de l'Afrique occidentale française. Inspection générale de l'agriculture, de l'élevage et des forêts, Paris : Emile Larose éditeur, 1922.
- Palmier à huile et Arachide : Note sur quelques critiques relatives aux stations expérimentales des oléagineux, Paris : Larose, éditeur, 1922.
- Études et Projets d'amélioration de l'exploitation du palmier à huile, Gouvernement général de l'Afrique occidentale française. Inspection générale de l'agriculture, de l'élevage et des forêts, avec la collaboration de A. Houard, Paris : Emile Larose, 1922.
- Les irrigations au Niger et la culture du cotonnier, Gouvernement fédéral de l'Afrique Occidentale Française, Inspection générale de l'agriculture, de l'élevage et des forêts, avec la collaboration de  F. Vuillet et H. Lavergne, Paris : Emile Laros, 1922.
- Études et avant-projets sur l'amélioration de la culture de l'arachide. Paris : E. Larose, 1922.
- Documents sur le palmier à huile à Sumatra, Hanoï : Imprimerie d'Extrême-Orient, 1926.
- Le crédit agricole aux Îles Philippines, Gouvernement général de l'Indochine, Inspection générale de l'agriculture, de l'élevage et des forêts, Hanoï : Imprimerie d'Extrême-Orient, 1927.
- La Main-d’œuvre agricole en Indo-Malaisie, Hanoï : Imprimerie d'Extrême-Orient, 1927.
- Conditions techniques et financières de la production du sucre aux Philippines, Hanoï : Imprimerie d'Extrême-Orient, 1928.
- Documents de démographie et riziculture en Indochine, avec la collaboration de Maurice de Visme, publié par le "Bulletin économique de l'Indochine", Hanoï-Haiphong :Imprimerie d'Extrême-Orient, 1928.
- Terres rouges et terres noires basaltiques d'Indochine : leur mise en culture, Hanoï : Imprimerie d'Extrême-Orient, 1931.
- Économie agricole de l'Indochine, Hanoï : Imprimerie d'Extrême-Orient, , 1932.

Au moment où il met fin à sa carrière, Yves Henry écrit également la préface d'un ouvrage de René Dumont :
- La culture du riz dans le delta du Tonkin : étude et propositions d'amélioration des techniques traditionnelles de riziculture tropicale, René Dumont, préface de Yves Henry, Paris : Société d'éditions géographiques, maritimes et coloniales, 1935.